# Age of Empires (computerspelserie)
De Age of Empires-spellen zijn een reeks van computerspellen ontwikkeld door Ensemble Studios, en gepubliceerd door Microsoft Game Studios.
Het eerste spel uit de reeks was Age of Empires, welke werd uitgebracht in 1997. Inmiddels telt de reeks vijftien titels, en acht spin-off spellen. De spellen zijn allemaal historische real-time strategy-spellen. De spellen spelen zich af tijdens bekende periodes uit de geschiedenis, zoals de steentijd, de Romeinse periode en de middeleeuwen.
De Age of Empires-spellen zijn een commercieel succes. Er zijn meer dan 20 miljoen exemplaren van verkocht. De populariteit van de spellen heeft Ensemble Studios een sterke reputatie gegeven in de markt voor real-time strategy spellen.
In 2009 besloot Microsoft Studios om Ensemble Studios te sluiten waardoor het lang wachten was op een vervolg op Age of Empires III. Die werd pas in 2017 aangekondigd tijdens een livestream vanuit Gamescom waarin het 20-jarig bestaan van de reeks gevierd.

## Gameplay
De Age of Empires-spellen behoren allemaal tot de real-time strategy spellen. Alle spellen bevatten twee primaire speelmodes: "random map" en "campaign." "Random map" wordt door ontwerper Greg Street omschreven als het handelsmerk van de serie. In deze mode kan de speler een beschaving uitkiezen en hiermee een level spelen dat bestaat uit een willekeurig samengestelde kaart. De meeste van deze kaarten zijn losjes gebaseerd op echte geografische gebieden.
Een "campaign" bestaat uit een reeks van verschillende levels, die allemaal op elkaar aansluiten en zo een groter verhaal vormen. De meeste spellen bevatten meerdere campaigns, maar Age of Mythology bevat ter uitzondering maar een. De missies in een campaign volgen vaak een historische gebeurtenis, maar streven niet geheel historische accuraatheid na.
De spellen bevatten ook multiplayer-modes, bijvoorbeeld via LAN- en internetverbindingen. Age of Empires, The Age of Kings, en hun uitbreidingen bevatten tevens multiplayermodes via de Microsoft Gaming Zone, maar deze dienst werd op 19 juni 2006 beëindigd. Een alternatief om online te spelen is nu Steam.

## Lijst van spellen

### Hoofdserie
- Age of Empires (1997)
- Age of Empires: The Rise of Rome (1998)
- Age of Empires II: The Age of Kings (1999)
- Age of Empires II: The Conquerors (2000)
- Age of Empires III (2005)
- Age of Empires III: The War Chiefs (2006)
- Age of Empires III: The Asian Dynasties (2007)
- Age of Empires Online (2011)
- Age of Empires II: HD Edition (2013)
- Age of Empires II: HD Edition - The Forgotten (2013)
- Age of Empires II: HD Edition - The African Kingdoms (2015)
- Age of Empires II: HD Edition - Rise of the Rajas (2016)
- Age of Empires: Definitive Edition (2018)
- Age of Empires II: Definitive Edition (2019)
- Age of Empires III: Definitive Edition (2020)
- Age of Empires II: Definitive Edition - Lords of the West (2021)
- Age of Empires III: Definitive Edition - United States Civilization (2021)
- Age of Empires III: Definitive Edition - The African Royals (2021)
- Age of Empires II: Definitive Edition - Dawn of the Dukes (2021)
- Age of Empires IV (2021)
- Age of Empires III: Definitive Edition - Mexico Civilization (2021)
- Age of Empires II: Definitive Edition - Dynasties of India (2022)
- Age of Empires III: Definitive Edition - Knights of the Mediterranean (2022)
- Age of Empires II: Definitive Edition - Return of Rome (2023)
- Age of Empires II: Definitive Edition - The Mountain Royals (2023)
- Age of Empires IV: The Sultans Ascend (2023)
- Age of Empires II: Definitive Edition - Victors and Vanquished (2024)

### Spin-off spellen
- Age of Mythology (2002)
- Age of Mythology: The Titans (2003)
- Age of Mythology: Extended Edition (2014)
- Age of Mythology: Tale of the Dragon (2016)
- Age of Mythology: Retold (2024)
- Age of Empires: The Age of Kings
- Age of Empires: Mythologies
- Age of Empires: Castle Siege
- Age of Empires: World Domination